# Try Honesty
Singles de Billy Talent
The Ex
(2004)
Try Honesty est le tout premier single enregistré par le groupe Billy Talent. Le single est issu de l'album Billy Talent, premier album enregistré sous le nom de Billy Talent, le véritable premier (Watoosh !) ayant été enregistré sous leur premier nom de Pezz.

## Classement
| Try Honesty | 68 | 24 |